# Calypso bulbosa
Calypso bulbosa – gatunek roślin z monotypowego rodzaju Calypso Salisb. z rodziny storczykowatych (Orchidaceae). Ma zasięg cyrkumborealny – rośnie w Europie od Szwecji, Finlandii i krajów bałtyckich poprzez Rosję do jej azjatyckiej części. W Azji sięga do Japonii, Korei i północnych, wschodnich i południowych (Tybet) Chin. Obecny jest także w północnej części Ameryki Północnej, najdalej na południe schodząc wzdłuż Kordylierów do Nowego Meksyku i Kalifornii. Gatunek jest cieniolubny, rośnie w wilgotnych lasach iglastych i na torfowiskach, zwykle na rzędnej do 800 m n.p.m., ale w Chinach sięga do 3200 m n.p.m., a w Ameryce Północnej do 2900 m n.p.m. Roślina kwitnie niedługo po stopieniu śniegów – w maju i czerwcu. Kwiaty zapylane są przez trzmiele.

## Morfologia

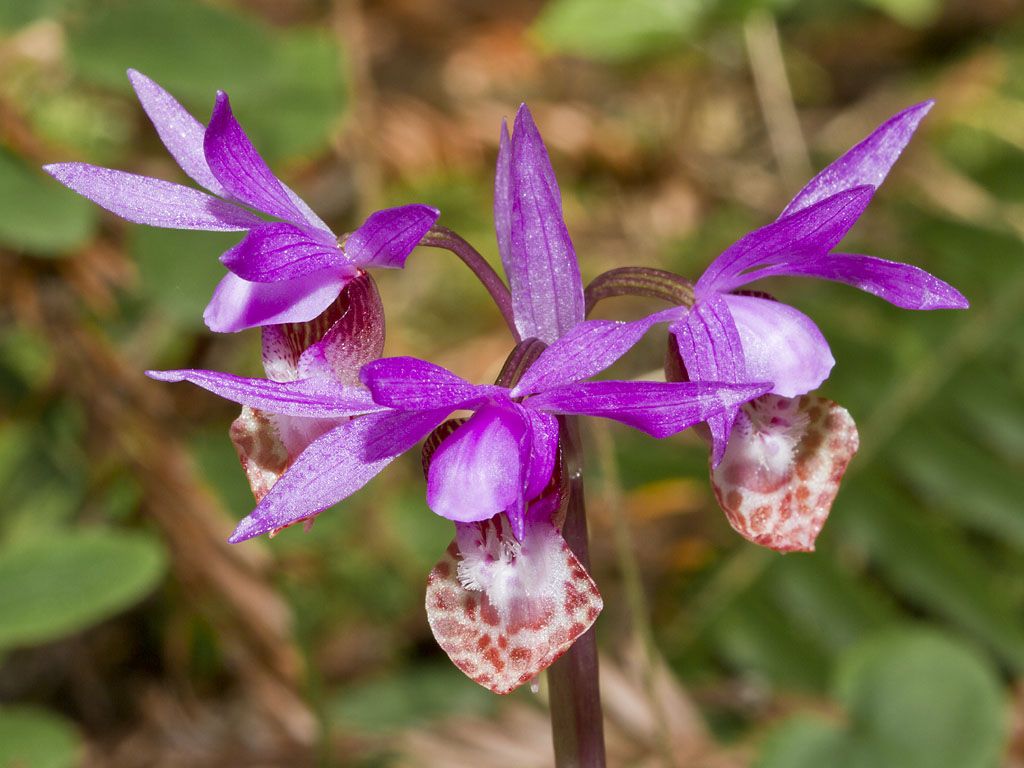
Kwiaty

PokrójRoślina bulwiasta. Pęd osiąga do 20 cm wysokości, u nasady z jednym liściem i 2–3 brązowymi pochwami liściowymi.
LiścieBlaszka na długim ogonku rozwija się tylko u jednego liścia (pozostałe zredukowane do pochwy otulającej łodygę). Blaszka osiąga do 7 cm długości i 5 cm szerokości. Z wierzchu jest ciemnozielona, od spodu purpurowo nabiegła, na brzegu falista.
KwiatyZwykle pojedyncze na szczycie łodygi, pachnące wanilią, efektowne, różowe do fioletowych, wsparte lancetowatą przysadką. Listki okwiatu poza warżką podobne do siebie i stulone lub rozpostarte. Mają kształt jajowatolancetowaty i długość do 22 mm a szerokość do 4 mm. Warżka podobnej długości osiąga 15 mm szerokości i jest dwudzielna, na szczycie biaława lub zaróżowiona, z żółtymi pasmami, czerwonobrązowymi prążkami i włoskami u nasady. Ostroga workowata, żółtawa i dwudzielna. Prętosłup  z czterema pollinariami. Pyłkowiny żółte, połączone wspólnym uczepkiem w pary.
OwoceWalcowate torebki osiągające do 17 mm długości i 5 mm szerokości, zwieńczone zaschniętymi listkami okwiatu.

## Systematyka
Gatunek sklasyfikowany do plemienia Calypsoeae, podrodzina epidendronowe (Epidendroideae), rodzina storczykowate (Orchidaceae), rząd szparagowce (Asparagales) w obrębie roślin jednoliściennych.